# Сражение при Алкмаре
Сражение при Алкмаре (фр. Bataille d’Alkmaar), или Вторая битва при Бергене, произошло 2 октября 1799 года между франко-батавской армией во главе с генералами Брюном и Дендельсом и русско-британским экспедиционным корпусом герцога Йоркского.

## Перед сражением
Первое сражение при Бергене 19 сентября было безрезультатным. Англо-русское наступление было остановлено плохой погодой; постоянные дожди сделали дороги непроходимыми. Франко-батавские защитники воспользовались этой паузой, завершив затопление низменной восточной части северной Голландии. Вскоре это сделало совершенно невозможным продвижение войск союзников на юг через восточную часть полуострова. Пауза в боевых действиях, вызванная плохой погодой, также пошла на пользу союзникам. В этот период прибыли последние российские войска, предназначенные для фронта в Северной Голландии, дивизия численностью 6000 человек под командованием генерала И. Ф. Эмме. С дальнейшим британским подкреплением экспедиционный корпус теперь насчитывал около 40 000 человек, что значительно превышало общую численность сил французов и батавов.
Герцог Йоркский, главнокомандующий англо-русским экспедиционным корпусом, решил как можно быстрее использовать свое численное преимущество. Его план состоял в том, чтобы полностью сосредоточить атаку союзников на франко-батавском левом крыле с главным ударом, направленным на Берген. В отличие от первой битвы при Бергене, на этот раз атака была сосредоточена на более узком фронте, между Шурлом и Северным морем.

## Ход сражения
2 октября, в 6:30 утра, союзные войска по сигнальному выстрелу все разом двинулись вперед. Батареи на плотинах очищали своим огнём путь пехотным колоннам. Наступление союзников, особенно российских войск центральной колонны Эссена, было крайне медленным и осторожным. Французские аванпосты были изгнаны из дюн и Кампердуина и Гроэта. Тем временем Бьюррард и Седморацкий вытеснили французские и батавские войска из Схорла и Схорлдама в направлении Коэдейка, где остановились и не принимали дальнейшего участия в сражении.
Отступившие франко-батавские войска расположились на позиции за деревнями Схорл и Схорлдам на сильной позиции, фронт которой был прикрыт глубоким и широким каналом, за которым была выставлена многочисленная артиллерия. Фланги, в Коэдейке и Бергене, были усилены засекой и прикрыты стрелками. Подошедший Эссен не решился атаковать сильную позицию и ограничился канонадой. Поэтому весь успех зависел от действия британских войск Эберкромби в дюнах. После утомительного движения по песку и постоянных стычек с французами две британские бригады подошли к Бергену и заняли высоты, но, не имея артиллерии, не решились атаковать деревню.
Французский командующий генерал Брюн, ободренный бездействием союзников, сам решил их атаковать. Две французские колонны слева от Бергена дважды атаковали две британские бригады, но оба раза были отбиты. С другой стороны генерал Вандам двинул в атаку на неприкрытую английскую конную батарею своих драгун, сумевших захватить несколько орудий, но они были отбиты драгунами Генри Пэджета и в панике бежали обратно в Эгмонд-ан-Зее. После этого последнего боя наступил вечер, и сражение закончилось.

## Результаты
Потери союзников составили 2200 человек убитыми и ранеными. Потери франко-батавской армии оценивались в 3000 человек. Результат сражения был тактически неопределенный, но стратегически благоприятный для союзников, что побудило Брюна отдать приказ об отходе к линии между Монникендамом на востоке и Кастрикумом на западе, где 6 октября произошло решающее сражение кампании.